# Little Barford
Little Barford est une paroisse civile et un village du Bedfordshire, en Angleterre.